# Mont d'Accoddi
Mont d'Accoddi (en italià, Monte d'Accoddi) és un jaciment arqueològic megalític a Sardenya entre Sàsser i Porto Torres. La primera fase de la construcció és, sens dubte, contemporània de la cultura Ozieri, entre 4300 i 3700 abans de Crist. El lloc va ser descobert el 1947 i es va començar a excavar a partir del 1954.
El monument, únic a la Mediterrània, era part d'un complex d'època prenuràgica, desenvolupat en l'altiplà en la segona meitat del quart mil·lenni abans de Crist i precedit per la presència de restes del Neolític Mitjà.
És descrit com un altar, un temple o una piràmide, que va ser parcialment reconstruïda en la dècada de 1980. Aquest jaciment està situat dins d'una porció de terreny on trobem un important nombre de monuments prehistòrics no gaire allunyats entre ells, només uns pocs centenars de metres. Entre els més importants de senyalar, a més de Mont d'Accoddi, la necròpolis de Su Crucifissu Mannu, Ponte Secco, Li Lioni, Sant’Ambrogio, Su Jaiu, Spina Santa e Marinaru, dòlmens i menhirs de Frades Murs, a més d'una desena de nurags.
L'estructura de forma tronc-piramidal, confereix a aquest monument prehistòric les característiques dels "ziggurat", altars conformats per terrasses dotats de graons exteriors a manera de rampa o escalinata, que existien a l'antiga Mesopotàmia: simbolitzaven la unió entre la terra i el cel, l'humà i el diví.
L'accés fins a la seva part superior, es realitzava mitjançant una llarga rampa, prop de la qual es troba una àrea flanquejada de menhirs: un d'ells aconsegueix una altura d'uns cinc metres, i és el més gran de Sardenya després del trobat a la Vila de Sant Antoni a Arborea.
L'altar sagrat de Mont d'Accoddi és l'únic exemple d'altar megalític descobert fins ara a la Mediterrània occidental.
Hi ha altres troballes associades al conjunt, com les dues grans pedres esfèriques, allisades, col·locades prop de la base de la rampa: segons alguns estudiosos representarien el sol i la lluna.
També s'ha trobat una estela representació d'una dona, possiblement la deessa mare símbol de la fertilitat que es troba en l'actualitat al Museu de Sanna de Sàsser.
Descobert durant la dècada dels cinquanta va patir el pas del temps i accions lesives per al conjunt, la veritat és que es troba bastant ben conservat i associat a ell apareix un petit poblat o mas de les gents que possiblement utilitzaven i exercien el control cerimonial sobre el conjunt sacre, des d'allí, es domina de fet el territori i es pot apreciar amb claredat l'horitzó i el firmament.
Sembla clar el caràcter religiós del conjunt en un esforç d'apropar l'humà al diví, cosa per altra banda molt comuna en les cultures megalítiques europees.